# Ihor Bodrow
Ihor Walerijowytsch Bodrow (ukrainisch І́гор Вале́рійович Бодро́в, engl. Transkription Ihor Bodrov; * 9. Juli 1987 in Charkiw, Ukrainische SSR, Sowjetunion) ist ein ukrainischer Leichtathlet, der sich auf den Sprint spezialisiert hat.

## Sportliche Laufbahn
Erste internationale Erfahrungen sammelte Ihor Bodrow im Jahr 2005, als er bei den Junioreneuropameisterschaften in Kaunas im 100-Meter-Lauf mit 10,83 s im Halbfinale ausschied, wie auch über 200 Meter mit 22,11 s. Im Jahr darauf belegte er bei den Juniorenweltmeisterschaften in Peking in 21,17 s den vierten Platz im 200-Meter-Lauf und bei den U23-Europameisterschaften 2007 in Debrecen erreichte er nach 21,18 s Rang sieben. 2008 gelangte er bei den Hallenweltmeisterschaften in Valencia im 60-Meter-Lauf bis ins Halbfinale und schied dort mit 6,71 s aus. Über 200 Meter schaffte er es, sich für die Olympischen Spiele in Peking zu qualifizieren, schied dort aber mit 21,38 s bereits in der ersten Runde aus. Im Jahr darauf schied er bei den Halleneuropameisterschaften in Turin mit 6,69 s im Halbfinale über 60 Meter aus und anschließend gewann er bei den U23-Europameisterschaften in Kaunas in 20,61 s die Bronzemedaille hinter dem Briten Toby Sandeman und Aleixo-Platini Menga aus Deutschland. Daraufhin schied er bei den Weltmeisterschaften in Berlin mit 21,00 s im Vorlauf aus, wie auch bei den Leichtathletik-Europameisterschaften 2010 in Barcelona mit 20,98 s.
2012 wurde er bei den Europameisterschaften in Helsinki im Vorlauf disqualifiziert und im Jahr darauf belegte er bei der Sommer-Universiade in Kasan in 10,29 s den fünften Platz über 100 Meter und siegte mit der ukrainischen 4-mal-100-Meter-Staffel in 38,56 s. Anschließend verpasste er bei den Weltmeisterschaften in Moskau mit der Staffel mit 38,57 s den Finaleinzug. Bei den IAAF World Relays 2014 auf den Bahamas siegte er mit 38,53 s im B-Finale und 2016 schied er bei den Europameisterschaften in Amsterdam mit 21,13 s in der ersten Runde über 200 Meter aus und belegte mit der Staffel in 39,46 s den achten Platz. Zudem nahm er über 200 Meter erneut an den Olympischen Spielen in Rio de Janeiro teil und scheiterte dort mit 20,86 s erneut im Vorlauf. 2019 gewann er bei den Balkan-Meisterschaften in Prawez in 21,43 s die Bronzemedaille über 200 Meter und siegte mit der Staffel in 40,40 s.
In den Jahren 2011, 2014 und 2016 wurde Bodrow ukrainischer Meister im 100-Meter-Lauf und 2008, 2009 und 2011 siegte er über 200 Meter, dazu 2013 auch in der 4-mal-100-Meter-Staffel. In der Halle siegte er von 2007 bis 2009, 2012 und 2014 im 60-Meter-Lauf und 2012 auch über 200 Meter. Er ist der Sohn der ehemaligen Sprinterin Nadija Bodrowa, die 1996 und 2000 an den Olympischen Spielen für die Ukraine antrat.

## Persönliche Bestzeiten
- 100 Meter: 10,10 s (+0,9 m/s), 12. Juni 2016 in Erzurum
  - 60 Meter (Halle): 6,71 s, 2. Februar 2018 in Kiew
- 200 Meter: 20,30 s (−1,6 m/s), 15. August 2014 in Zürich